# Atsushi Okubo
Atsushi Okubo (大久保 篤, Okubo Atsushi) (20 september 1979), vaak getranslitereerd als Atsushi Ohkubo, is een Japans mangaka en fantasykunstenaar. Hij is vooral bekend voor zijn manga Soul Eater, welke eveneens bestaat in anime vorm. Als assistent werkte Okubo voor Rando Ayamine tijdens diens werk aan de reeks GetBackers. Hij creëerde ook tekeningen voor het ruilkaartspel Lord of Vermilion en ontwierp personages voor het computerspel Bravely Default.
Okubo was geen modelstudent en tekende liever dan hij studeerde. Op twintigjarige leeftijd, na zijn mangastudies, leerde hij Rando Ayamine kennen. Gedurende twee jaar was hij zijn assistent. Later won hij een wedstrijd georganiseerd door Square Enix's Gangan tijdschrift. De winnende reeks, B.Ichi, werd uitgegeven in vier volumes. Later creëerde hij Soul Eater, dit eveneens voor Gangan. De strip kende een wereldwijd succes.

## Oeuvre
- B. Ichi (B壱) (2001-2002) - schrijver, illustrator
- Soul Eater (ソウルイーター – Soru Ita) (2004–2013) - schrijver, illustrator
- Soul Eater Not! (ソウルイーターノット! – Soru Ita Notto!) (2011–2014) - schrijver, illustrator
- Fire Force (炎炎ノ消防隊 – En En no Shobotai) (2015 - heden) - schrijver, illustrator

## Assistenten
- Tomoyuki Maru (Tripeace)
- Takatoshi Shiozawa (FULL MOON)
- Takuzi Kato (Knight's & Magic)
- Yoshiki Tonogai (Doubt)

- Biblioteca Nacional de España: XX5311531
- Bibliothèque nationale de France: cb16030363b (data)
- Catàleg d'autoritats de noms i títols de Catalunya: 981058518811006706
- CiNii: DA19489143
- Gemeinsame Normdatei: 139630813
- International Standard Name Identifier: 0000 0001 0922 6709
- Library of Congress Control Number: n2009068773
- MusicBrainz: 04adfe33-6982-4f7f-9f76-d69d8f085907
- Bibliotheek van het Japanse parlement: 00871810
- Nationale bibliotheek van Australië: 53749953
- Nationale Bibliotheek van Polen: a0000002744058
- Système universitaire de documentation: 144192411
- Trove: 1537827
- Virtual International Authority File: 88108936
- WorldCat: E39PBJyCGRkH63KtwKgJ4wpkjC